# Tor Wyrazów
Tor Wyrazów – tor wyścigowy w Wyrazowie koło Częstochowy, położony w sąsiedztwie Autostrady A1 oraz linii kolejowej nr 166. Długość toru wynosi 860 metrów, nawierzchnia jest asfaltowa.

## Historia
Tor został wybudowany z inicjatywy Automobilklubu Częstochowskiego. Oficjalne otwarcie miało miejsce 15 września 1983 roku. Na torze rozgrywano zawody różnej rangi, między innymi mistrzostwa Polski w kartingu. W latach 90. utracił homologację. Na torze trenowali między innymi Robert Kubica i Bartłomiej Mirecki.
W 2016 roku tor został zamknięty w związku z budową Autostrady A1. W grudniu 2018 roku przedstawiciele gminy Blachownia (właściciela terenu), miasta Częstochowy oraz Automobilklubu Częstochowskiego podpisali porozumienie w sprawie rewitalizacji toru. Pomimo zakazu wstępu, bywały tam organizowane nielegalne wyścigi. W 2020 roku opiekę nad torem przejęło (zarejestrowane niedługo wcześniej) stowarzyszenie Automobilklub Blachownia, co spotkało się ze sprzeciwem Automobilklubu Częstochowskiego.